# Hlavný hrebeň Mlynára

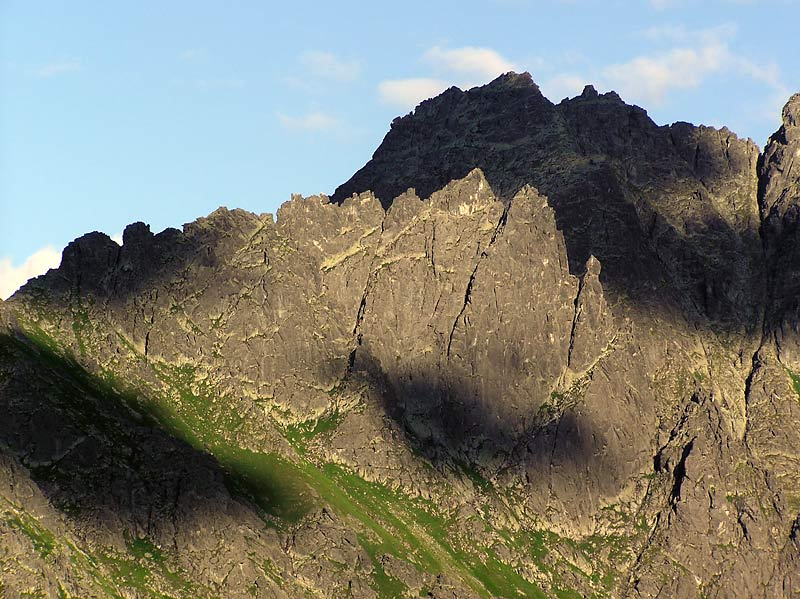
Veľký Žabí štít

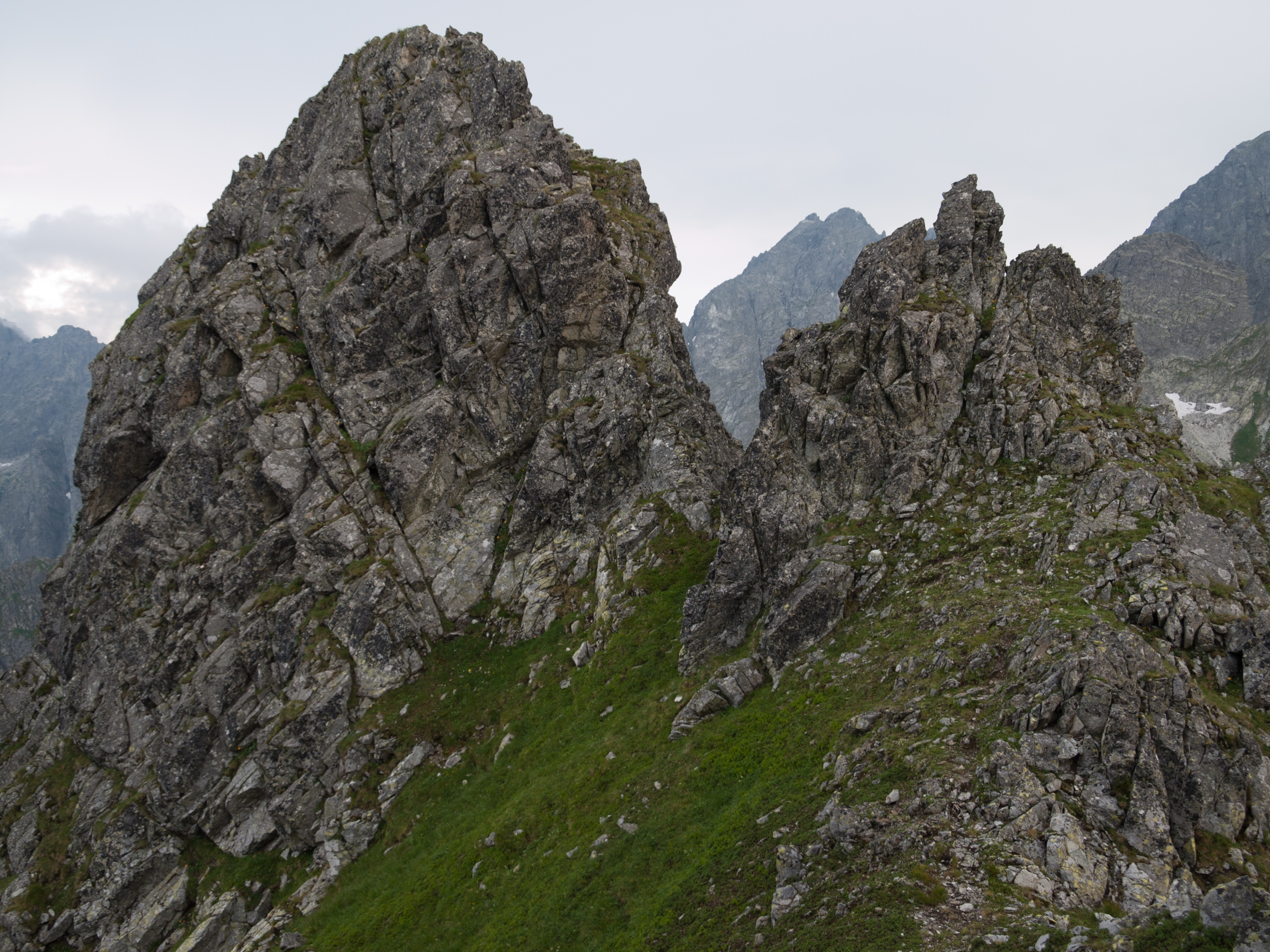
Vidlový uzol

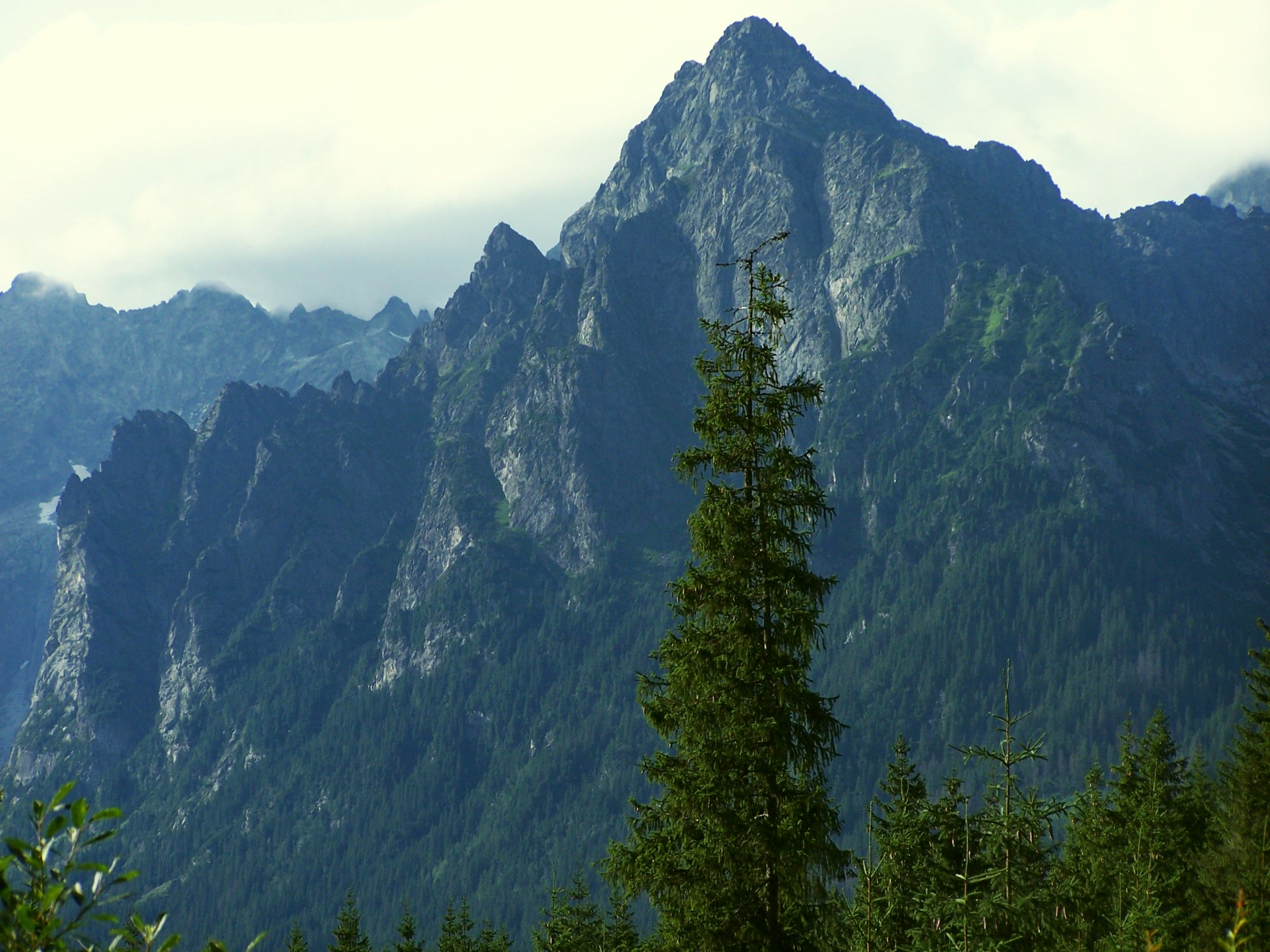
Veľký Mlynár

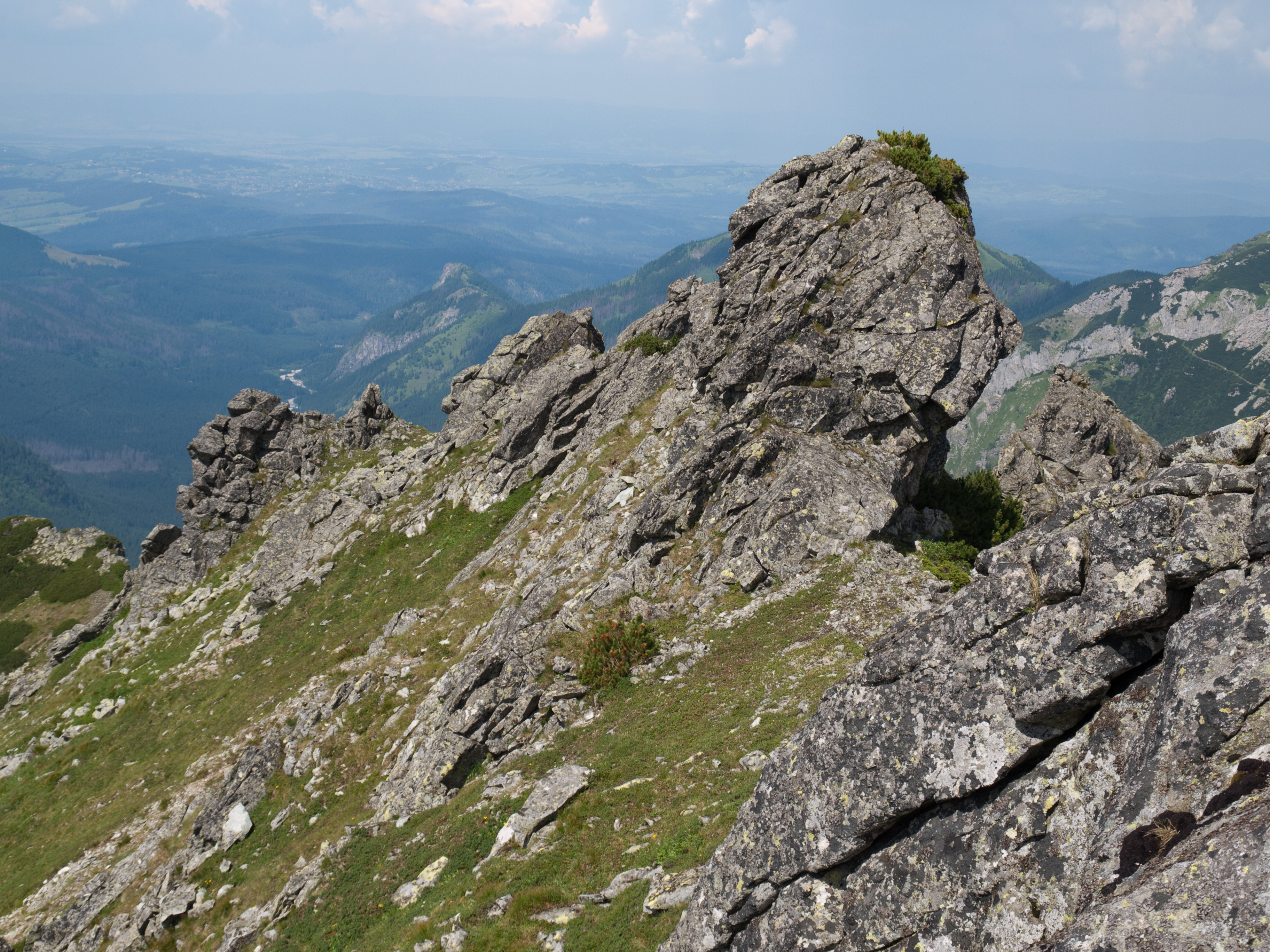
Mlynárove zuby

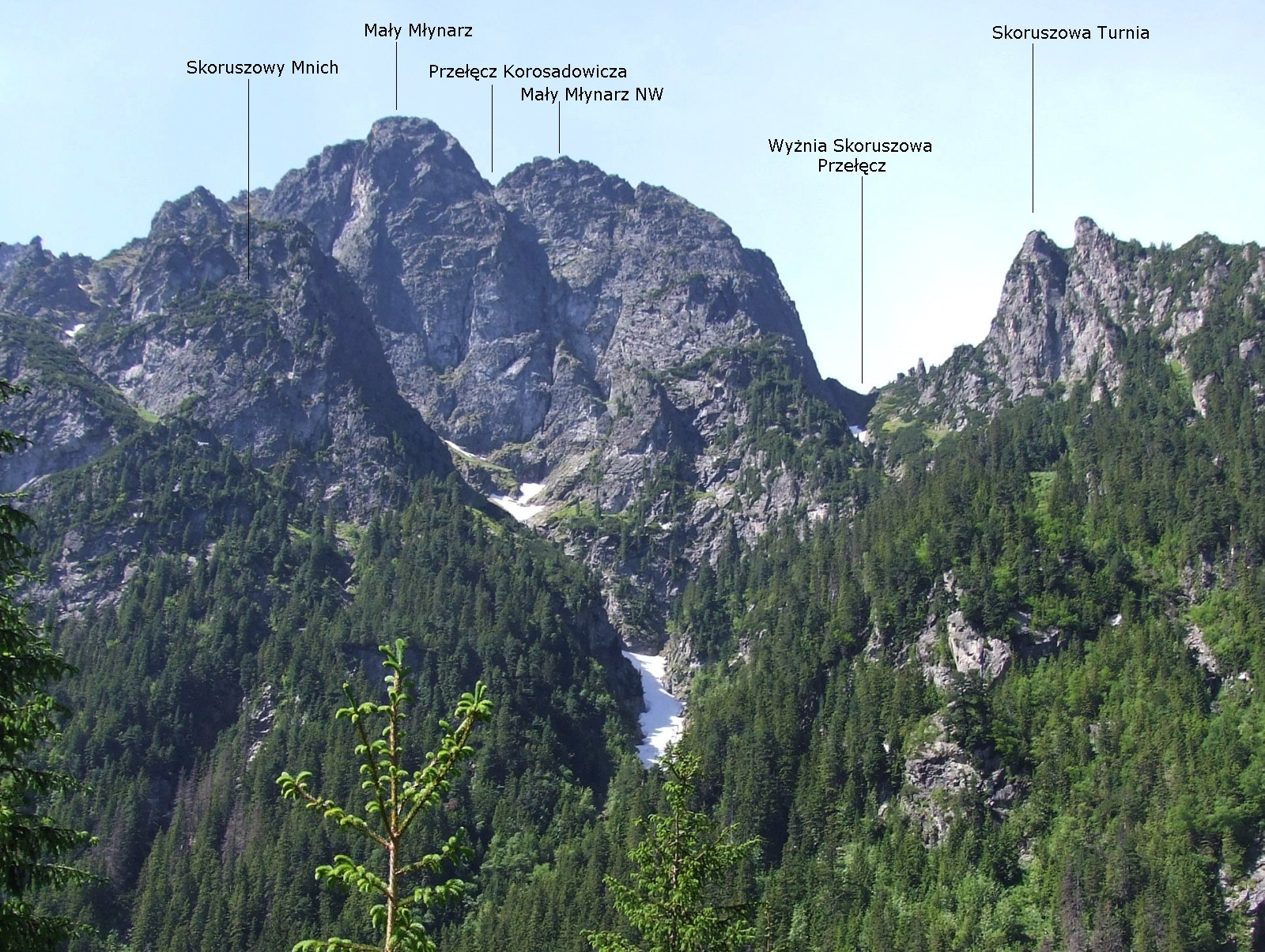
Okolí Malého Mlynáre (popisky polsky)

Hlavný hrebeň Mlynára (polsky Główna Grań Młynarza, maďarsky Molnár-főgerinc, německy Müller-Hauptgrat) je boční hřeben ve slovenské části Vysokých Tater. Od severní rozsochy Rysů se odděluje poblíž Vyšné Kamzíčie štrbiny a směřuje k severovýchodu (později se stáčí k severu), kde klesá do Bielovodské doliny. Hřeben odděluje Žabí Bielovodskou dolinu na západě a Bielovodskou dolinu, Ťažkou dolinu a Spádovou dolinku na východě a jihovýchodě.

## Průběh hřebene
|  | Slovenský název                    | Polský název               | Nadmořská výška (m) | Souřadnice                       |
|  | ---------------------------------- | -------------------------- | ------------------- | -------------------------------- |
|  | Vyšná Kamzíčia štrbina             | Wyżnia Spadowa Przełączka  | 2235                | 49°11′15″ s. š., 20°05′20″ v. d. |
|  | Veľký Žabí štít                    | Żabi Szczyt Wyżni          | 2259                | 49°11′17″ s. š., 20°05′23″ v. d. |
|  | Žabia priehyba                     | Żabia Przehyba             | 2160                |                                  |
|  | Žabí múr                           | Żabi Mur                   | 2170                |                                  |
|  | Mlynárovo sedlo                    | Młynarzowa Przełęcz        | 2087                | 49°11′21″ s. š., 20°05′54″ v. d. |
|  | Vidlový uzol                       | Widłowy Zwornik            | 2085                | 49°11′23″ s. š., 20°05′58″ v. d. |
|  | Nižné Vidlové sedlo                | Niżnie Widłowe Siodło      | 2090                | 49°11′23″ s. š., 20°05′58″ v. d. |
|  | Vidlová kôpka                      | Widłowa Kopka              | 2125                | 49°11′25″ s. š., 20°05′59″ v. d. |
|  | Prostredné Vidlové sedlo           | Pośrednie Widłowe Siodło   | 2120                |                                  |
|  | Vyšná Vidlová veža                 | Wyżnia Widłowa Turnia      | 2130                |                                  |
|  | Vyšné Vidlové sedlo                | Wyżnie Widłowe Siodło      | 2115                |                                  |
|  | Baštový uzol                       | Basztowy Zwornik           | 2130                |                                  |
|  | Vyšná Mlynárova priehyba           | Wyżnia Młynarzowa Przehyba | 2125                |                                  |
|  | Mlynárova vežička                  | Młynarzowa Czubka          | 2125                |                                  |
|  | Vyšné Mlynárovo sedlo              | Wyżnia Młynarzowa Przełęcz | 2087                |                                  |
|  | Veľký Mlynár                       | Wielki Młynarz             | 2170                | 49°11′36″ s. š., 20°06′11″ v. d. |
|  | Nižné Mlynárovo sedlo              | Niżnia Młynarzowa Przełęcz | 2035                |                                  |
|  | Prostredný Mlynár                  | Pośredni Młynarz           | 2079                | 49°11′45″ s. š., 20°06′06″ v. d. |
|  | Vyšné Mlynárovo sedlo              | Młynarzowe Wrótka          | 2035                |                                  |
|  | Mlynárove zuby                     | Młynarzowe Zęby            | 2040                | 49°11′50″ s. š., 20°06′05″ v. d. |
|  | Sedielko pod Mlynárovou strážnicou | Jarząbkowa Przehyba        | 2003                |                                  |
|  | Mlynárova strážnica                | Jarząbkowy Zwornik         | 2005                |                                  |
|  | Priehyba pod Malým Mlynárom        | Młynarzowa Przehyba        | 1972                |                                  |
|  | Malý Mlynár                        | Mały Młynarz               | 1973                | 49°11′57″ s. š., 20°06′06″ v. d. |
|  | Vyšné Skorušie sedlo               | Wyżnia Skoruszowa Przełęcz | 1780                | 49°12′05″ s. š., 20°05′59″ v. d. |
|  | Skorušiniakova vežička             | Szkoruszowa Turniczka      | 1790                |                                  |
|  | Sedlo pod Skorušiniakom            | Skoruszowe Wrótka          | 1775                |                                  |
|  | Skorušiniakova veža                | Skoruszowa Turnia          | 1804                | 49°12′10″ s. š., 20°05′57″ v. d. |
|  | Anjely                             | Anioły                     |                     |                                  |
|  | Limbová štrbina                    | Limbowa Przełączka         |                     |                                  |
|  | Limbové vežičky                    | Limbowe Turniczki          |                     |                                  |

## Turistické trasy
V celém hřebeni nejsou v současné době žádné značené trasy, takže oblast je dle pravidel TANAPu pro turisty nepřístupná.